# 부치 수달
듀이 필립 브라이언트(Clement Leroy "Butch" Otter, 1942년 5월 3일 ~ )은 미국의 정치인으로 제32대 아이다호주 주지사이다.

## 학력
- 아이다호 칼리지 인문사회 학사

## 경력
- 1972.12 ~ 1976.12 아이다호주 하원의원
- 1987.01 ~ 2001.01 제37대 아이다호주 부지사
- 2001.01 ~ 2007.01 미국 아이다호 제1선거구 연방하원의원
- 2012.01 ~ 2020.01 제32대 아이다호주 주지사

## 역대 선거 결과
| 선거명      | 직책명                        | 대수  | 정당   | 득표율  | 득표수    | 결과 | 당락                     |
| ----------- | ----------------------------- | ----- | ------ | ------- | --------- | ---- | ------------------------ |
| 1986년 선거 | 아이다호 부지사               | 37대  | 공화당 | 50.36%  | 190,778표 | 1위  | 아이다호 부지사 당선     |
| 1990년 선거 | 아이다호 부지사               | 37대  | 공화당 | 100.00% | 246,132표 | 1위  | 아이다호 부지사 당선     |
| 1994년 선거 | 아이다호 부지사               | 37대  | 공화당 | 52.64%  | 213,009표 | 1위  | 아이다호 부지사 당선     |
| 1998년 선거 | 아이다호 부지사               | 37대  | 공화당 | 60.16%  | 225,704표 | 1위  | 아이다호 부지사 당선     |
| 2000년 선거 | 하원의원 (아이다호 제1선거구) | 107대 | 공화당 | 64.80%  | 173,743표 | 1위  | 아이다호주 하원의원 당선 |
| 2002년 선거 | 하원의원 (아이다호 제1선거구) | 108대 | 공화당 | 58.57%  | 120,743표 | 1위  | 아이다호주 하원의원 당선 |
| 2004년 선거 | 하원의원 (아이다호 제1선거구) | 109대 | 공화당 | 69.55%  | 207,662표 | 1위  | 아이다호주 하원의원 당선 |
| 2006년 선거 | 아이다호 주지사               | 32대  | 공화당 | 52.67%  | 237,437표 | 1위  | 아이다호 주지사 당선     |
| 2010년 선거 | 아이다호 주지사               | 32대  | 공화당 | 59.11%  | 267,483표 | 1위  | 아이다호 주지사 당선     |
| 2014년 선거 | 아이다호 주지사               | 32대  | 공화당 | 53.52%  | 235,405표 | 1위  | 아이다호 주지사 당선     |